# Formostenus rugipectus
Formostenus rugipectus là một loài tò vò trong họ Ichneumonidae.